# Eric Roberts
Eric Anthony Roberts (Biloxi, 18 aprile 1956) è un attore statunitense, candidato due volte ai Golden Globe e una all'Oscar al miglior attore non protagonista per il film A 30 secondi dalla fine.

## Biografia
Di origini inglesi, scozzesi, irlandesi, francesi, svedesi e tedesche e figlio dell'attrice Betty Lou Bredemus e di Walter Grady Roberts, i suoi genitori divorziarono quando aveva 15 anni. Nel 1977 ha perso il padre per un tumore alla gola. Il nonno materno era il celebre giocatore di football Wendell John Bredemus (1904-1955). Fratello maggiore delle attrici Julia Roberts e di Lisa Roberts Gillan, ha iniziato a recitare all'età di 5 anni in una compagnia teatrale fondata dal padre. A 17 anni si è trasferito a Londra per studiare recitazione presso la Royal Academy of Dramatic Art. Due anni dopo è ritornato negli Stati Uniti per concludere gli studi all'Accademia americana di arti drammatiche.
Nel 1976 ha debuttato a teatro. In seguito ha recitato al fianco di Glenn Close e Shirley Knight in Un tram che si chiama Desiderio. La sua fortuna è stata comunque la serie TV Destini che nel 1977, grazie al ruolo di Ted Bancroft, lo ha fatto apprezzare sia dal pubblico che dagli addetti ai lavori. Dalla televisione al cinema il passo è stato breve: nel 1978 è stato protagonista del film Il re degli zingari. Si è aggiudicato una nomination ai Golden Globe e agli Oscar per i rispettivi film Star 80 e A 30 secondi dalla fine. Ha affiancato Johnny Depp nel film TV Slow Burn e nel 1989 ha recitato con la sorella Julia Roberts in Legami di sangue. Nello stesso anno ha recitato nel film di arti marziali I migliori. 
Negli anni seguenti, a causa anche di una vita alquanto dissoluta, caratterizzata dall'abuso di droghe, si dovrà accontentare di ruoli che non sempre gli hanno reso giustizia, o di partecipare a film per il cinema indipendente venendo comunque apprezzato. Nel 1992 ha partecipato al film Analisi finale, in seguito ha ricoperto ruoli in Lo specialista e Il rompiscatole, e nel 1995 è stato protagonista del film Gli immortali. È apparso inoltre nei video musicali Mr. Brightside e Miss Atomic Bomb dei The Killers e in We Belong Together e It's like That di Mariah Carey, ha fatto un'apparizione nel video Smack That di Akon e Eminem, inoltre è apparso anche nel video Bitch Better Have My Money di Rihanna. 
Nel frattempo è riuscito a costruirsi una dignitosa carriera nelle serie televisive. Nel 1996 ha interpretato il ruolo del Maestro, acerrimo nemico del Dottore nel film per la televisione Doctor Who. Tra il 2002 e il 2005 ha partecipato alla serie Perfetti... ma non troppo, ha prestato la voce al personaggio Mogul nella serie animata Justice League Unlimited, è apparso come guest star in CSI: Miami e Heroes, e ha recitato nel film TV Pandemic - Il virus della marea. Tra il 2006 e il 2008 ha partecipato ai film DOA: Dead or Alive e Il cavaliere oscuro (nel ruolo del boss mafioso Salvatore Maroni) mentre nel 2010 ha recitato ne I mercenari - The Expendables.
Nel 2012 ha ricoperto il ruolo del boss mafioso italo-americano Tom Di maggio nella serie televisiva italiana L'onore e il rispetto: vi ricomparirà anche nella quarta stagione. Nel 2013 ha partecipato al film Assalto a Wall Street, con Dominic Purcell. Nel 2014 è entrato a far parte del cast di Suits, dove ha interpretato Charles Forstman, un imprenditore miliardario. Sempre nel 2014 ha sostenuto il ruolo di Patrik Messina nel film Leaves of the tree, diretto da Ante Novakovic e girato quasi interamente in Italia a Castellammare del Golfo. Nel 2015 ha partecipato alla quindicesima e ultima stagione di CSI - Scena del crimine. Nel 2019 ha vinto il premio come miglior attore al Vegas Movie Awards per il film Hungry. Nel 2021 è apparso nella 17ª stagione di Grey's Anatomy interpretando il padre di Jackson Havery.

## Vita privata
È padre dell'attrice Emma Roberts, nata dalla relazione con Kelly Cunningham. Eric Roberts ha poi sposato Eliza Garrett (figlia degli sceneggiatori David Rayfiel e Lila Garrett), tuttora sua moglie.

## Filmografia parziale

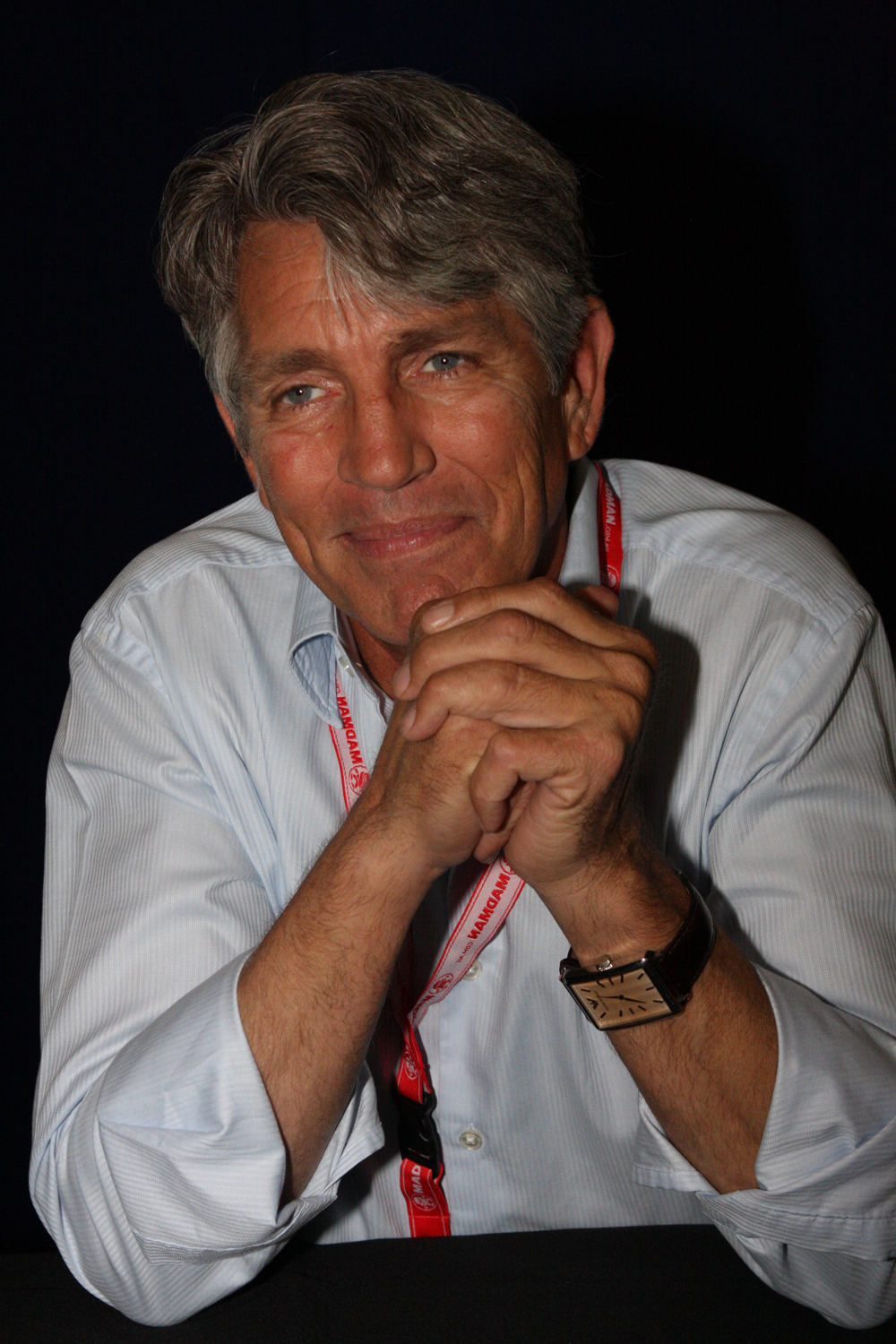
Eric Roberts nel 2012

### Cinema
- Il re degli zingari (King of the Gypsies), regia di Frank Pierson (1978)
- Lontano dal passato (Raggedy Man), regia di Jack Fisk (1981)
- Star 80, regia di Bob Fosse (1983)
- Il Papa del Greenwich Village (The Pope of Greenwich Village), regia di Stuart Rosenberg (1984)
- Coca Cola Kid, regia di Dušan Makavejev (1985)
- A 30 secondi dalla fine (Runaway Train), regia di Andrej Končalovskij (1985)
- Offresi amore teneramente (Nobody's Fool), regia di Evelyn Purcell (1986)
- È pazza, ma le corro dietro (Options), regia di Camilo Vila (1989)
- Brusco risveglio (Rude Awakening), regia di David Greenwalt e Aaron Russo (1989)
- Legami di sangue (Blood Red), regia di Peter Masterson (1989)
- I migliori (Best of the Best), regia di Robert Radler (1989)
- L'ambulanza (The Ambulance), regia di Larry Cohen (1990)
- Annunci di morte (Lonely Hearts), regia di Andrew Lane (1991)
- Sfida d'onore (By The Sword), regia di Jeremy Kagan (1991)
- Analisi finale (Final Analysis), regia di Phil Joanou (1992)
- Kickboxing mortale (Best of the Best 2), regia di Robert Radler (1993)
- Per amore e per vendetta (Love, Cheat & Steal), regia di William Curran (1993)
- Freefall - Caduta libera (Freefall), regia di John Irvin (1994)
- Lo specialista (The Specialist), regia di Luis Llosa (1994)
- Uno sporco affare (The Hard Truth), regia di Kristine Peterson (1994)
- Love Is a Gun - Amore mortale (Love Is a Gun), regia di David Hartwell (1994)
- Bad Company (The Nature of the Beast), regia di Victor Salva (1995)
- Gli immortali (The Immortals), regia di Brian Grant (1995)
- Un party per Nick (It's My Party), regia di Randal Kleiser (1996)
- Power 98, regia di Jaime Hellman (1996)
- Omicidio a New Orleans (Heaven's Prisoners), regia di Phil Joanou (1996)
- Il rompiscatole (The Cable Guy), regia di Ben Stiller (1996)
- Randagi (American Strays), regia di Michael Covert (1996)
- Ombre aliene (The Shadows Men), regia di Timothy Bond (1997)
- Testimone involontario (Most Wanted), regia di David Hogan (1997)
- T.N.T. - Missione esplosiva (T.N.T.), regia di Robert Radler (1997)
- L'angelo del male (The Prophecy II), regia di Greg Spence (1998)
- Invito ad uccidere (La Cucaracha), regia di Jack Perez (1998)
- Falso indizio (Dead End), regia di Douglas Jackson (1998)
- Vendette parallele (BitterSweet), regia di Luca Bercovici (1999)
- Fiore bruciato (Wildflowers), regia di Melissa Painter (1999)
- In fuga dal passato (Hitman's Run), regia di Mark L. Lester (1999)
- Ostaggi della follia (Tripfall), regia di Serge Rodnunsky (2000)
- Nessun alibi (No Alibi), regia di Bruce Pittman (2000)
- Il prezzo della fortuna (Luck of the Draw), regia di Luca Bercovici (2000)
- Il sostituto (The Alternate), regia di Sam Firstenberg (2000)
- A morte Hollywood (Cecil B. DeMented), regia di John Waters (2000)
- Mercy Streets, regia di Jon Gunn (2000)
- Doppio rischio (Two Shades of Blue), regia di James D. Deck (2000)
- Mindstorm, regia di Richard Pepin (2001)
- Raptor, regia di Jim Wynorski (2001)
- Spun, regia di Jonas Åkerlund (2002)
- Wolves of Wall Street, regia di David DeCoteau (2002)
- Endangered Species, regia di Kevin Tenney (2002)
- National Security - Sei in buone mani (National Security), regia di Dennis Dugan (2003)
- The Long Ride Home, regia di Robert Marcarelli (2003)
- Vacanza mortale (Killer Weekend), regia di Fabien Pruvot (2004)
- Six - La corporazione (Six: The Mark Unleashed), regia di Kevin Downes (2004)
- Last Shot (The Last Shot), regia di Jeff Nathanson (2004)
- Graves End, regia di James Marlowe (2005)
- Guida per riconoscere i tuoi santi (A Guide to Recognizing Your Saints), regia di Dito Montiel (2006)
- L'amore si fa largo (Phat Girlz), regia di Nnegest Likké (2006)
- DOA: Dead or Alive, regia di Corey Yuen (2006)
- Il cavaliere oscuro (The Dark Knight), regia di Christopher Nolan (2008)
- The Butcher, regia di Jesse V. Johnson (2009)
- I mercenari - The Expendables (The Expendables), regia di Sylvester Stallone (2010)
- Hunt to kill - Caccia all'uomo (Hunt to Kill), regia di Keoni Waxman (2010)
- The Las Vegas Job, regia di Francisco Menéndez (2012)
- Wrong Cops, regia di Quentin Dupieux (2013)
- Lovelace, regia di Robert Epstein e Jeffrey Friedman (2013)
- A Talking Cat!?!, regia di David DeCoteau (2013)
- The Devil's Dozen, regia di Jeremy London (2013)
- The Cloth, regia di Justin Price (2013)
- Assalto a Wall Street (Assault on Wall Street), regia di Uwe Boll (2013)
- Sospetto in famiglia (Assumed killer), regia di Bernard Salzmann (2013)
- Vizio di forma (Inherent Vice), regia di Paul Thomas Anderson (2014)
- The Human Centipede 3 (Final Sequence) (2015)
- Leaves of the Tree (2015)
- Evil Exhumed, regia di David DeCoteau (2016)
- The Immortal Wars, regia di Joe Lujan (2017)
- Un viaggio indimenticabile (Head Full of Honey), regia di Til Schweiger (2018)
- Hungry, regia di Jill M. Simon, Thomas Simon (2019)
- Clinton Road, regia di Richard Grieco e Steve Stanulis (2019)
- Reboot Camp, regia di Ivo Raza (2020)
- Pups Alone, regia di Alex Merkin (2021)
- Babylon, regia di Damien Chazelle (2022)
- My Last Best Friend, regia di Filippo M. Prandi (2023)
- The Contract, regia di Massimo Paolucci (2024)

### Televisione
- Destini (Another World) – serial TV (1977)
- American Playhouse – serie TV, episodio 2x02 (1983)
- Slow Burn – film TV (1986)
- Donna d'onore (Vendetta: Secrets of a Mafia Bride) – miniserie TV (1990)
- Il fratello di Al Capone (The Lost Capone) – film TV (1990)
- Matrimonio d'onore (Love, Honor & Obey: The Last Mafia Marriage) – film TV (1993)
- Oltre la vita (Saved by the light) – film TV (1995)
- Doctor Who – film TV (1996)
- The Drew Carey Show – serie TV, episodio 2x08 (1996)
- Frasier – serie TV, episodio 4x15 (1997, voce)
- L'Odissea (The Odyssey) – miniserie TV (1997)
- Oz – serie TV, episodio 1x04 (1997)
- C-16: FBI – serie TV, 13 episodi (1997-1998)
- Purgatory – film TV (1999)
- Lansky - Un cervello al servizio della mafia (Lansky) – film TV (1999)
- Il tocco di un angelo (Touched by an Angel) – serie TV, episodio 5x21 (1999)
- Spawn – serie TV animata, episodio 3x01 (1999, voce)
- The Hunger – serie TV, episodio 2x03 (1999)
- Falcone – serie TV, 4 episodi (2000)
- The King of Queens – serie TV, episodio 3x14 (2001)
- Law & Order - Unità vittime speciali (Law & Order: Special Victims Unit) – serie TV, episodio 2x13 (2001)
- Andy Dick Show (The Andy Dick Show) – serie TV, episodio 2x01 (2001)
- Strange Frequency – serie TV, episodio 1x06 (2001)
- Justice League – serie TV animata, episodi 1x12-1x13 (2002, voce)
- Roughing it – film TV (2002)
- Witchblade – serie TV, episodio 2x10 (2002)
- Colpo di Natale (Christmas Rush) – film TV (2002)
- Russkie v Gorode Angelov – serie TV, episodi 1x07-1x08 (2003)
- Justice League Unlimited – serie TV animata, episodio 1x02 (2004, voce)
- Miss Cast Away – film TV (2004)
- Perfetti... ma non troppo (Less Than Perfect) – serie TV, 65 episodi (2002-2005)
- CSI: Miami – serie TV, episodio 3x23 (2005)
- Danny Phantom – serie TV animata, episodio 2x06 (2005, voce)
- Pandemic - Il virus della marea (Pandemic), regia di Armand Mastroianni – Film TV (2007)
- The L Word – serie TV, episodi 3x12-4x08-4x09 (2006-2007)
- Fear Itself – serie TV, episodio 1x02 (2008)
- Law & Order: Criminal Intent – serie TV, episodio 7x13 (2008)
- The Cleaner – serie TV, episodio 1x05 (2008)
- Entourage – serie TV, episodio 5x05 (2008)
- Crash – serie TV, 13 episodi (2009)
- Heroes – serie TV, 7 episodi (2007-2010)
- Chuck – serie TV, episodio 4x05 (2010)
- Febbre d'amore (The Young and the Restless) – serial TV, 34 puntate (2010-2011)
- Criminal Minds: Suspect Behavior – serie TV, episodio 1x10 (2011)
- Burn Notice - Duro a morire (Burn Notice) – serie TV, episodio 5x18 (2011)
- Il risolutore (The Finder) – serie TV, episodi 1x06-1x13 (2012)
- Femme Fatales - Sesso e crimini (Femme Fatales) – serie TV, episodio 2x07 (2012)
- Bullet in the Face – serie TV, 6 episodi (2012)
- L'onore e il rispetto – serie TV, 6 episodi (2012)
- 50 anni in rosa (The hot Flashes), regia di Susan Seidelman – film TV (2013)
- Justified – serie TV, episodio 5x09 (2014)
- Glee – serie TV, episodio 5x18 (2014)
- Hawaii Five-0 – serie TV, episodio 5x10 (2014)
- CSI - Scena del crimine (CSI: Crime Scene Investigation) – serie TV, episodi 13x22-14x01-15x18 (2013-2015)
- Suits – serie TV, 8 episodi (2014-2015)
- The Player – serie TV, episodio 1x04 (2015)
- Lost Girl – serie TV, 9 episodi (2015)
- Ossessione senza fine (Stalked By My Doctor), regia di Doug Campbell – film TV (2015)
- Ossessione senza fine: il ritorno (Stalked By My Doctor: The Return), regia di Doug Campbell – film TV (2016)
- Non è stato mio figlio – miniserie TV (2016)
- Scorpion – serie TV, episodio 2x18 (2016)
- Brooklyn Nine-Nine – serie TV, episodio 4x03 (2016)
- Code Black – serie TV, episodi 2x02-2x05 (2016)
- Un marito per Natale (A Husband for Christmas) regia di David DeCoteau – film TV (2016)
- Grey's Anatomy – serie TV, episodio 13x16- 17x14 (2017)
- Ossessione senza fine: la vendetta di Sophie (Stalked By My Doctor: Patient's Revenge), regia di Doug Campbell – film TV (2018)
- Uno studente quasi perfetto (The Wrong Teacher), regia di David DeCoteau – film TV (2018)
- Mai fidarsi di mia madre (The Wrong Mommy), regia di David DeCoteau – film TV (2019)
- Ossessione senza fine - Frammenti di un incubo (Stalked By My Doctor: A Sleepwalker's Nightmare), regia di Jeff Hare – film TV (2019)
- The Circuit – serie TV, 1 episodio (2020)
- L'incubo di Tracy (The Wrong Mr. Right), regia di David DeCoteau – film TV (2021)
- Trappola di famiglia (Mommy's Deadly Con Artist), regia di David DeCoteau – film TV (2021)
- Ossessione senza fine: L'ultima ossessione del Dottor Beck (Just What the Doctor Ordered), regia di Jeffe Hare – film TV (2021)
- Il passato di Danielle (The Wrong High School Sweetheart), regia di David DeCoteau – film TV (2022)

## Videoclip
- Mr. Brightside dei The Killers (2003)
- It's like That di Mariah Carey (2005)
- We Belong Together di Mariah Carey (2005)
- Smack That di Akon (2006)
- Miss Atomic Bomb dei The Killers (2012)
- Nearly Forgot My Broken Heart di Chris Cornell (2015)
- Bitch Better Have My Money di Rihanna (2015)
- El baño di Enrique Iglesias (2018)

## Riconoscimenti
- Premi Oscar
  - 1986 – Candidatura al miglior attore non protagonista per A 30 secondi dalla fine

## Doppiatori italiani
Nelle versioni in italiano delle opere in cui ha recitato, Eric Roberts è stato doppiato da:
- Luca Ward in A 30 secondi dalla fine, Donna d'onore, Matrimonio d'onore, Omicidio a New Orleans, L'Odissea, Lansky - Un cervello al servizio della mafia, Assoluzione pericolosa, Ostaggi della follia, Il prezzo della fortuna, Mercy Streets, CSI - Scena del crimine, Mindstorm, Stiletto Dance, L'onore e il rispetto, Heroes, Pandemic - Il virus della marea, Scorpion, Non è stato mio figlio, The Contract
- Fabrizio Pucci in A sangue freddo, Uno sporco affare, Testimone involontario, Purgatory, Fiore bruciato, Entourage, Nel centro del pericolo, Chuck, Il cavaliere oscuro, Crash, Suits, Lovelace, The Condemned - L'ultimo sopravvissuto
- Massimo Lodolo in Per amore e per vendetta, Oz, Falso indizio, In fuga dal passato, Roughing It, Colpo di Natale, DOA: Dead or Alive, Fear Itself, The Butcher, Babylon
- Mario Cordova in Grey's Anatomy, I mercenari - The Expendables, Criminal Minds: Suspect Behavior, Golden Shoes, Ossessione senza fine, Code Black
- Gino La Monica in Love Is a Gun - Amore mortale, Nessun alibi, Perfetti... ma non troppo, Vizio di forma
- Angelo Maggi in Vuoto d'aria, Triplo inganno, Corsa contro il tempo, Heroes
- Roberto Pedicini in Star 80, Legami di sangue, I migliori
- Luca Biagini in Ombre aliene, Doppio rischio
- Saverio Indrio in Sanctimony, The Player
- Roberto Chevalier in Lo specialista, The L Word
- Paolo Maria Scalondro in Il risolutore, Un viaggio indimenticabile
- Mauro Gravina in Il Papa del Greenwich Village
- Enzo Avolio in L'ambulanza
- Luciano Roffi in Analisi finale
- Michele Gammino in Freefall - Caduta libera
- Guido Sagliocca in Gli immortali
- Fabrizio Temperini in Doctor Who
- Lucio Saccone in C-16: FBI
- Alberto Angrisano in Il sostituto
- Davide Marzi in CSI: Miami
- Roberto Draghetti in National Security - Sei in buone mani
- Carlo Cosolo in Six - La corporazione
- Mario Bombardieri in Guida per riconoscere i tuoi santi
- Teo Bellia in Amazing Racer - L'incredibile gara
- Sergio Lucchetti in Assalto a Wall Street
- Antonio Palumbo in Skin Traffik
- Dario Oppido in Il terrore al piano di sopra
- Giorgio Perno in The Immortal Wars
- Luca Dal Fabbro in Brooklyn Nine-Nine
- Massimiliano Lotti in Lansky - Un cervello al servizio della mafia (ridoppiaggio)

Da doppiatore è sostituito da:
- Simone Mori in Frasier
- Stefano Albertini in Justice League Unlimited